# Megalichthyidae
De Megalichthyidae zijn een familie van uitgestorven tetrapodomorfen die leefden van het midden Laat-Devoon tot het Vroeg-Perm. Ze zijn vooral bekend van zoetwaterafzettingen, meestal op het noordelijk halfrond (Europa, het Midden-Oosten, Noord-Afrika en Noord-Amerika), maar één geslacht (Cladarosymblema) is bekend uit Australië en de mogelijke megalichthyide Mahalalepis komt uit Antarctica.

## Beschrijving
Megalichthyiden waren vrij basale tetrapodomorfen, met behoud van een grotendeels visachtig uiterlijk. Net als sommige andere basale sarcopterygiërs waren hun lichamen bedekt met ruitvormige schubben die een laag cosmine bezaten (een poreus, gemineraliseerd weefsel). De schubben misten echter de 'peg-and-socket' articulaties die bij sommige andere groepen worden gevonden.
De schedels van megalichthyiden hebben een vrij lage en brede vorm. Net als de schubben dragen de dermale botten van de schedel een laag cosmine. De neusgaten zijn enigszins langwerpige, spleetachtige gaten die aan de voorkant worden begrensd door het laterale rostrale bot en aan de achterkant door het achterste tectale bot. De premaxilla (een van de botten van het bovenkaaksbeen) heeft een goed ontwikkeld achterste uitsteeksel en draagt een grote slagtand die ofwel de hoofdtandenrij onderbreekt of zich verder in de mond bevindt, afhankelijk van de soort. De maxilla (een ander bot van de bovenkaak, gelegen achter de premaxilla) is vrij lang, vooral naar het achterste uiteinde toe. De ploegschaarbeenderen (een paar botten in het verhemelte) zijn kort en breed, met in sommige gevallen een goed ontwikkeld mesiaal uitsteeksel. Het traanbeen heeft een prominente inkeping. Het voorste uiteinde van het pariëtale bot heeft een holle vorm waar het contact maakte met het achterste neusbot. Het foramen pineale (een gat aan de bovenkant van de schedel bij sommige gewervelde dieren, met daarin het pariëtale oog) is afwezig. Het supratemporale bot heeft een naar voren wijzend uitsteeksel dat geen bedekking van cosmine had. Het squamosale bot is bijna even hoog als breed. Het preoperculare is een vrij kort, verticaal uitgelijnd bot. De opercula-reeks (een reeks botten die de kieuwen beschermen) bestaat uit drie botten, het operculum en twee subopercula. De operculum is groot en bijna vierkant van vorm. De subopercula raken de laatste of voorlaatste van de submandibulaire botten (een groep botten die onder het dentaire bot van de onderkaak liggen). De borstvinnen waren groot en hadden een waaierachtige vorm.

## Fylogenie
Megalichthys, het typegeslacht van Megalichthyidae, werd historisch samen met verschillende andere basale tetrapodomorfen gegroepeerd in de familie Osteolepididae, te beginnen met een artikel uit 1891 van de Britse paleontoloog Arthur Smith Woodward. Osteolepididae wordt tegenwoordig beschouwd als parafyletisch en werd voornamelijk gediagnosticeerd door kenmerken die wijdverspreid zijn onder tetrapodomorfen en andere Osteichthyes.
De familie Megalichthyidae werd in 1902 benoemd door de Amerikaanse paleontoloog Oliver Perry Hay. Binnen de familie omvatte hij de geslachten Coelosteus, Eusthenopteron, Megalichthys, Rabdiolepis, Rhizodopsis, Sauripterus en Strepsodus, waarvan de meeste niet langer als megalichthyiden worden beschouwd. De familie raakte daarna lange tijd in onbruik, maar werd door Vorobyeva (1977) behandeld als een onderfamilie van Osteolepididae (zoals Megalichthyinae). Megalichthyidae herleefde als een aparte familie in een artikel uit 1992 van Young et alii, die Megalichthys, Ectosteorhachis, Megistolepis en de nieuw beschreven Mahalalepis aan de groep toegewezen. Latere studies waren het oneens over welke geslachten zouden moeten worden opgenomen, maar het is algemeen aanvaard dat Megalichthys, Ectosteorhachis en Cladarosymblema tot Megalichthyidae behoren.
Hieronder is een cladogram aangepast van een fylogenetische analyse door Clement et alii (2021):
|  | Cladarosymblema                                              |
|  |                                                              |
|  | Megalichthys laticeps                                        |
|  |                                                              |
|  | Megalichthys mullisoni                                       |
|  |                                                              |
|  | Sengoerichthys                                               |
|  |                                                              |
|  | \| \| Askerichthys \| \| \| \| \| \| Mahalalepis \| \| \| \| |
|  |                                                              |
|  | Askerichthys                                                 |
|  |                                                              |
|  | Mahalalepis                                                  |
|  |                                                              |

|  | Askerichthys |
|  |              |
|  | Mahalalepis  |
|  |              |

|  | Cladarosymblema                                              |
|  |                                                              |
|  | Megalichthys laticeps                                        |
|  |                                                              |
|  | Megalichthys mullisoni                                       |
|  |                                                              |
|  | Sengoerichthys                                               |
|  |                                                              |
|  | \| \| Askerichthys \| \| \| \| \| \| Mahalalepis \| \| \| \| |
|  |                                                              |
|  | Askerichthys                                                 |
|  |                                                              |
|  | Mahalalepis                                                  |
|  |                                                              |

|  | Askerichthys |
|  |              |
|  | Mahalalepis  |
|  |              |

|  | Cladarosymblema                                              |
|  |                                                              |
|  | Megalichthys laticeps                                        |
|  |                                                              |
|  | Megalichthys mullisoni                                       |
|  |                                                              |
|  | Sengoerichthys                                               |
|  |                                                              |
|  | \| \| Askerichthys \| \| \| \| \| \| Mahalalepis \| \| \| \| |
|  |                                                              |
|  | Askerichthys                                                 |
|  |                                                              |
|  | Mahalalepis                                                  |
|  |                                                              |

|  | Askerichthys |
|  |              |
|  | Mahalalepis  |
|  |              |

|  | Cladarosymblema                                              |
|  |                                                              |
|  | Megalichthys laticeps                                        |
|  |                                                              |
|  | Megalichthys mullisoni                                       |
|  |                                                              |
|  | Sengoerichthys                                               |
|  |                                                              |
|  | \| \| Askerichthys \| \| \| \| \| \| Mahalalepis \| \| \| \| |
|  |                                                              |
|  | Askerichthys                                                 |
|  |                                                              |
|  | Mahalalepis                                                  |
|  |                                                              |

|  | Askerichthys |
|  |              |
|  | Mahalalepis  |
|  |              |

|  | Cladarosymblema                                              |
|  |                                                              |
|  | Megalichthys laticeps                                        |
|  |                                                              |
|  | Megalichthys mullisoni                                       |
|  |                                                              |
|  | Sengoerichthys                                               |
|  |                                                              |
|  | \| \| Askerichthys \| \| \| \| \| \| Mahalalepis \| \| \| \| |
|  |                                                              |
|  | Askerichthys                                                 |
|  |                                                              |
|  | Mahalalepis                                                  |
|  |                                                              |

|  | Askerichthys |
|  |              |
|  | Mahalalepis  |
|  |              |

|  | Cladarosymblema                                              |
|  |                                                              |
|  | Megalichthys laticeps                                        |
|  |                                                              |
|  | Megalichthys mullisoni                                       |
|  |                                                              |
|  | Sengoerichthys                                               |
|  |                                                              |
|  | \| \| Askerichthys \| \| \| \| \| \| Mahalalepis \| \| \| \| |
|  |                                                              |
|  | Askerichthys                                                 |
|  |                                                              |
|  | Mahalalepis                                                  |
|  |                                                              |

|  | Askerichthys |
|  |              |
|  | Mahalalepis  |
|  |              |

|  | Cladarosymblema                                              |
|  |                                                              |
|  | Megalichthys laticeps                                        |
|  |                                                              |
|  | Megalichthys mullisoni                                       |
|  |                                                              |
|  | Sengoerichthys                                               |
|  |                                                              |
|  | \| \| Askerichthys \| \| \| \| \| \| Mahalalepis \| \| \| \| |
|  |                                                              |
|  | Askerichthys                                                 |
|  |                                                              |
|  | Mahalalepis                                                  |
|  |                                                              |

|  | Askerichthys |
|  |              |
|  | Mahalalepis  |
|  |              |

|  | Cladarosymblema                                              |
|  |                                                              |
|  | Megalichthys laticeps                                        |
|  |                                                              |
|  | Megalichthys mullisoni                                       |
|  |                                                              |
|  | Sengoerichthys                                               |
|  |                                                              |
|  | \| \| Askerichthys \| \| \| \| \| \| Mahalalepis \| \| \| \| |
|  |                                                              |
|  | Askerichthys                                                 |
|  |                                                              |
|  | Mahalalepis                                                  |
|  |                                                              |

|  | Askerichthys |
|  |              |
|  | Mahalalepis  |
|  |              |

## Verspreiding
Fossielen toegeschreven aan megalichthyiden zijn voornamelijk gevonden in zoetwaterafzettingen, die dateren tussen het Midden-Laat-Devoon en het Vroeg-Perm. Noord-Amerikaanse vertegenwoordigers van de familie omvatten Ectosteorhachis, Megalichthys, en de mogelijke megalichthyiden Lohsania, Rhizodopsis en Sterropterygion. Europese megalichthyiden omvatten Askerichthys, Megalichthys, Palatinichthys, en de mogelijke leden Cryptolepis, Megistolepis, Megapomus en Rhizodopsis. Megalichthyiden zijn ook bekend uit Marokko (Megalichthys), Turkije (Sengoerichthys), Australië (Cladarosymblema) en Antarctica (Mahalalepis).